# Gil Pasteur
Pour les articles homonymes, voir Pasteur.
Gilberte Emma Brulat, qui a comme nom d'artiste Gil Pasteur, est une peintre et poétesse née le 13 juin 1934 à Saint-Germain-en-Laye (France), et décédée le 13 juin 2024 à Liestal (Suisse),

## Biographie
Gilberte Emma Brulat, née en 1934 dans une famille ouvrière de Courbevoie, est peintre et poétesse. Encore mineure, elle partit à Londres pour apprendre les langues et «gagner sa vie». Ne connaissant de l’anglais que les mots «yes» et «no», elle dit «oui» à celui qui allait devenir son premier mari et le père de ses trois fils. Devenue Gil Pasteur, le début de sa vie fut placé sous le signe des voyages, au gré des missions professionnelles de son époux. Elle le suivit dans le monde entier, étudia tout ce qu’elle ignorait, s’intéressa à tous ceux qui étaient d’«ailleurs» : peintres et musiciens, écrivains et mystiques. Portée par ces rencontres, elle s’engagea dans la peinture et l’écriture, avec lesquelles elle recréa le monde de son esprit avide de tout connaître et de tout ressentir. Elle est décédée le 13 juin 2024 à Liestal, en Suisse.

## Peinture
- 17 illustrations de Soliloque logogriphe. Texte d'Emmanuel von Kirchendorf – Les Éditions du Temps, Genève (1967)
- Nombreuses expositions internationales de peintures, dessins-poèmes, tapisseries-collages (Uruguay 1976, Ouganda 1971, Rwanda 1970, Nigeria 1969, Pologne 1967, Japon 1959, Nouvelles Hébrides 1958, Nouvelle-Calédonie 1958).

## Œuvres poétiques
- Atalaya de piedra (Pierres d'attente), édition bilingue franco-espagnole, traduction d'Edda Piaggio, Montevidéo, 1976
- Bodas de arena (Noces de sable), édition bilingue franco-espagnole, traduction d'Edda Piaggio, Montevidéo, 1976
- Noces de sable, édition Saint-Germain-des-Prés, 1977. Prix Prométhée 1977 de poésie mystique et spirituelle, préface de Jean Mambrino
- Noces de sable, suivi de Pierres d'attente, Éditions des Sables, 2022 (nouvelle édition)